# Stadionul Nicolae Dobrin
Stadionul Nicolae Dobrin – wielofunkcyjny stadion w Pitești, w Rumunii. Został otwarty 2 maja 1964 roku. Może pomieścić 16 500 widzów. Swoje spotkania rozgrywają na nim piłkarze klubu Argeș Pitești.
W 1962 roku Argeș Pitești (do 1968 roku pod nazwą Dinamo) po raz pierwszy w historii awansował na najwyższy poziom ligowy. Dotychczas użytkowany stadion Ștrand zaczął być niewystarczający dla potrzeb klubu i zdecydowano się na budowę nowego obiektu. Inauguracja nowej areny miała miejsce 2 maja 1964 roku, a na otwarcie gospodarze pokonali w spotkaniu towarzyskim Spartak Sofia 3:0. Nowy obiekt nazwano stadionem 1 Maja (Stadionul 1 Mai). W latach 1972 i 1979 grający na tym obiekcie piłkarze Argeșu Pitești zdobywali tytuł Mistrza Rumunii. Po rewolucji w 1989 roku zmieniono nazwę obiektu na Stadion Miejski (Stadionul Municipal), a w 2003 roku stadionowi nadano imię wybitnego piłkarza z Pitești, Nicolae Dobrina. 25 maja 2008 roku zainaugurowano na obiekcie sztuczne oświetlenie.